# Liste der Bischöfe von Venosa
Die folgenden Personen waren Bischöfe von Venosa (Basilikata, Italien):

(Anmerkung: die ersten Bischöfe sind unsicher oder umstritten und mit einem „?“ versehen. )
- Filippo ? (genannt 238)
- Giovanni ? (genannt 443)
- Austero (Asterio) ? (genannt 493)[1]
- Stefano (494/495 – 502)
- Pietro I. ? (genannt 1014)[2]
- Giaquinto ? (genannt 1053)[3]
- Morando (genannt 1059)
- Ruggero (genannt 1069)
- Costantino (Costanzo) (1071–1074)
- Berengario (um 1093 – ?)[4]
- Roberto ? (genannt 1105)[5]
- Fulco (genannt 1113)[6]
- Pietro II. (1177–1183)[7]
- N.N. † (genannt 1199, 1209, 1215 und 1222)[7]
- Bono (genannt 1223)[7]
- N.N. † (genannt 1233 und 1236)[7]
- N.N.  (? – um November 1238 †)[7][8]
- Giacomo (genannt 1256)[7]
- N.N.  (? – um 1269 †)[7][9]
- Filippo de Pistorio, OP (Mai 1271 – Mai 1281)[7]
- Santoro (1282/1283–1284)[7]
- Guido (1299–1302)
- Pietro III. † (12. Juli 1331 – 4. Juli 1334) dann Erzbischof von Acerenza
- Raimondo Agonti de Clareto, OCarm † (17. August 1334 – ?)
- Pietro IV. (13. August 1360 – ?)
- Goffredo (? – 1363 †)
- Tommaso (14. Juni 1363 – 1367)
- Lorenzo (genannt 1383)
- Giannotto (Giovanni) (genannt 1385)
- Francesco Veneraneri (1. Dezember 1386 – ?)
  - Stefano (? †) Gegenbischof
  - Salvatore Gerardo di Altomonte (13. Juni 1387 – ?) Gegenbischof
  - Nicola Francesco Grassi (18. August 1387 – ?) Gegenbischof
- Giovanni III. (als Bischof von 21. Juli 1395 – 1400) dann als Giovanni II. Bischof von Grosseto
- Andrea Fusco (12. Mai 1400 – 1419 †)
- Domenico (Dionigi) da Monteleone OP (13. November 1419 – 1431 †)
- Roberto Procopii (23. Mai 1431 – 1457 †)
- Nicola Solimele (1457 – 1459 †)
- Nicola Gerolamo Porfido (17. Oktober 1459 – 1469 †)[10]
- Sigismondo Pappacoda (3. Dezember 1492 – 10. Mai 1499) dann Bischof von Tropea
- Antonio Fabregas (Antonio Civalerio) (10. Mai 1499 – 1501 †)
- Bernardino Bongiovanni (14. Juni 1501 – 1509 †)
- Lamberto Arbaud (16. November 1510 – ?)
- Tommaso da San Cipriano OP (1519 – ?)
- Guido de’ Medici (12. Juni 1527 – 3. Januar 1528) dann Erzbischof von Chieti
- Fernando de Gerona OSA (23. März 1528 – 1542)[11]
- Alvaro Della Quadra (12. Mai 1542 – 1551)
- Simone Gattola (13. März 1552 – April 1566 †)
- Francesco Rusticucci (21. August 1566 – 31. Januar 1567) dann Bischof von Fano
- Paolo Oberti OP (17. Februar 1567 – 13. September 1567 †)
- Giovanni Antonio Locatelli (12. Dezember 1567 – 7. September 1571 †)
- Baldassarre Giustiniani (6. Februar 1572 – 13. März 1584 †)
- Giovanni Tommaso Sanfelice (4. Mai 1584 – 6. März 1585 †)
- Giovanni Gerolamo Mareri (20. März 1585 – 28. Januar 1587 †)
- Pietro Ridolfi, OFMConv † (18. Februar 1587 – 18. Februar 1591) dann Bischof von Senigallia
- Vincenzo Calcio OP (18. Februar 1591 – 3. Mai 1598 †)
- Sigismondo Donati † (17. August 1598 – 7. Januar 1605) dann Bischof von Ascoli Piceno
- Mario Moro (3. August 1605 – 1610 †)
- Andrea Pierbenedetto (14. März 1611 – 1634 †)
- Bartolomeo Frigerio (17. September 1635 – 13. November 1636 †)
- Gaspare Conturla (15. Januar 1638 – April 1640 †)
- Sallustio Pecolo (3. Dezember 1640 – 13. März 1648)
- Antonio Pavonelli OFMConv (18. Mai 1648 – Juli oder 23. September 1653 †)
- Giacinto Torisi OP (5. Oktober 1654 – 25. März 1674 †)
- Giovanni Battista Desio (7. Mai 1674 – August 1677 †)
- Francesco Maria Neri (10. Januar 1678 – Ende 1684 †)
- Giovanni Francesco de Lorenzi (14. Mai 1685 – Oktober 1698 †)
- Placido Stoppa, CR (11. April 1699 – Dezember 1710 †)
  - Vakanz (1710–1718)
- Giovanni Michele Teroni B (10. Januar 1718 – Juli 1726 †)
- Felipe Itúrbide (Yturibe), OCarm (31. Juli 1726 – 13. März 1727) dann Erzbischof von Dubrovnik[12]
- Pietro Antonio Corsignani (17. März 1727 – 22. Juli 1738) dann Bischof von Valva und Sulmona
- Francesco Antonio Salomone (3. September 1738 – 17. Mai 1743 †)
- Giuseppe Giusti (Bischof) (20. Mai 1743 – 1764 †)
- Gaspare Barletta (17. Dezember 1764 – 1778 †)
- Pietro Silvio De Gennaro (12. Juli 1779 – um 1786 †)
- Salvatore Gonnelli (18. Juni 1792 – 23. September 1801 †)
  - Vakanz (1801–1818)
- Nicola Caldora (26. Juni 1818 – 10. Dezember 1825)
- Luigi Maria Canisio (9. April 1827 – 25. Juni 1827) dann Bischof von Gaeta
- Federico Guarini OSB (23. Juni 1828 – September 1837 †)
- Michele de Gattis (2. Oktober 1837 – 23. April 1847 †)
- Antonio Michele Vaglio (22. Dezember 1848 – 28. Juli 1865 †)
  - Vakanz (1865–1871)
- Nicola De Martino (22. Dezember 1871 – 15. Juli 1878)
- Girolamo Volpe (15. Juli 1878 – 27. Februar 1880) dann Bischof von Alife
- Francesco Maria Imparati OFM (27. Februar 1880 – 23. Juni 1890) dann Bischof von Acerenza und Matera
- Lorenzo Antonelli (1. Juni 1891 – 13. Juli 1905 †)
- Felice Del Sordo (12. August 1907 – 12. Oktober 1911) dann Bischof von Alife
- Giovanni Battista Niola (Oktober 1912 – November 1912)
- Angelo Petrelli  (20. Mai 1913 – 11. September 1923 †)
- Alberto Costa (30. April 1924 – 7. Dezember 1928) dann Bischof von Lecce
- Luigi Orabona dell’Aversana  (14. Januar 1931 – 6. November 1934 †)
- Domenico Petroni (1. April 1935 – 5. Oktober 1966)
  - Vakanz (1966–1973)
- Giuseppe Vairo (5. März 1973 – 25. Oktober 1976)
- Armando Franco (25. Oktober 1976 – 12. September 1981) dann Bischof von Oria
- Vincenzo Cozzi (12. September 1981 – 30. September 1986) dann erster Bischof von  Melfi-Rapolla-Venosa